# Borys Hałynski
Borys Weniaminowycz Hałynski, ukr. Борис Веніамінович Галинський, ros. Борис Вениаминович Галинский, Boris Wieniaminowicz Galinski (ur. 1909 w Odessie, Imperium Rosyjskie, zm. 19 lipca 1975 w Odessie, Ukraińska SRR) – ukraiński piłkarz, grający na pozycji napastnika, trener piłkarski, dziennikarz sportowy, pisarz, historyk sportu i publiczny działacz sportowy.

## Kariera piłkarska
Występował w Dynamo Odessa, w którym pełnił funkcje kapitana oraz innych mniej znanych odeskich klubach, m.in. KinAP.

## Kariera trenerska
Po zakończeniu kariery piłkarza rozpoczął pracę szkoleniowca. W 1958 roku został mianowany na stanowisko dyrektora technicznego Czornomorca Odessa, którym kierował do 1960. W październiku 1958 obejmował również wakujące miejsce starszego trenera odeskiego klubu.

## Kariera działacza publicznego
W 1930 roku związał swój los z Komunistyczną Partię Związku Radzieckiego, która wysyłała go do pracy na różnych stanowiskach, stał na czele wydziału edukacji w dalekim rejonie Czaplińskim, przewodniczył Odeskim Komitetem Miejskim Kultury Fizycznej i Sportu, kierował Wydziałem Propagandy i Agitacji Partyjnego Komitetu Miejskiego w Odessie, pracował jako zastępca redaktora odeskiej gazety obwodowej "Bolszewicka flaga."
Przed rozpoczęciem Wielkiej Wojny Ojczyźnianej został skierowany przez partię do służby w marynarce wojennej, w której służył prawie dwadzieścia lat. Odszedł na emeryturę w 1956 roku w stopniu kapitana II rangi.
Potem wykładał lekcje, pracował na wysokich stanowiskach w miejskich i regionalnych federacjach piłkarskich, ale jego głównym zajęciem było dziennikarstwo sportowe. Publikował swoje prace na szczeblu republikańskim i centralnym, uprzejmie odpowiadał na propozycje lokalnych gazet, radia i telewizji.
W 1969 roku w odeskim wydawnictwie „Majak” została wydrukowana jego książka „Czornomorcy” o tworzeniu i historii klubu Czornomoreć Odessa, która otrzymała chwalebne recenzje w prasie krajowej.
19 lipca 1975 roku zmarł w Odessie w wieku 66 lat.

## Sukcesy i odznaczenia

### Odznaczenia
- Order Wojny Ojczyźnianej II klasy.
- Order Czerwonej Gwiazdy
- 9 różnych medali.